# Hal Galper
Hal Galper est un pianiste américain né le 18 avril 1938 à Salem (Massachusetts) et mort le 18 juillet 2025 à Cochecton (New York) .

## Biographie
Entre 1945 et 1948, il étudie le piano classique, puis s'oriente vers le jazz. Il suit l'enseignement de la BerkleeSchool  de 1955 à 1958, étudiant aussi avec Jaki Byard et Herb Pomeroy qui l'engage dans le grand orchestre et les petites formations qu'il dirige. Hal Galper joue dans le quintette de Chet Baker (1964-1965), puis avec Donald Byrd, Stan Getz, Joe Henderson, Bobby Hutcherson, Attila Zoler, Randy Brecker, avec des vocalistes: Joe Williams, Anita O'Day, Dakota Staton… Il remplace George Duke dans le quintette de Cannonball Adderley (1972-1975), puis reçoit (grâce à l'appui de Lee Konitz et Phil Woods) une bourse du National Endowment For The Arts qui lui permet de constituer un quintette (avec, notamment, Randy et Michael Brecker) pour lequel il compose. Il se produit aussi avec John Scofield et devient, en 1981 le pianiste régulier du quintette de Phil Woods, qu'il quittera en 1990.
Il enregistre à cette époque deux albums en solo At Café des Copains et Live At Maybeck Recital Hall, Vol.6
En 1992, il enregistre en trio avec Wayne Dockery (b) et Steve Ellington (dm).
Pianiste complet et brillant, il parait tour à tour sous l'influence de Red Garland, Bill Evans, McCoy Tyner, avec pour constantes un jeu puissant, presque athlétique, une articulation franche et un goût prononcé pour des effets appuyés, parfois jusqu'à la redondance.

## Discographie en leader
- Wild Bird, 1972
- Now Hear This, 1977
- Speak with a single voice 1978
- Redux '78, 1978
- Ivory Forest, 1979
- Naturally, 1982
- Dreamsville, 1986
- Portrait Of Hal Galper, 1989
- At Café des Copains, 1990
- Live At Maybeck Recital Hall, Vol.6, 1990
- Invitation To A Concert, 1990
- Tippin', 1992
- Just Us, 1993

### Hal Galper Trio
- Live At Port Townsend '91, 1991

### Hal Galper Quintet
- Children Of The Night, 1978
- Let's Call This That, 1999

### AvecLee Konitz
- Windows (en), 1975

### AvecJerry Bergonzi
- Rebop, 1994

### AvecJeff Johnson
- Maybeck Duets, 1996